# Ngân hàng thương mại cổ phần Phương Đông
Ngân hàng thương mại cổ phần Phương Đông (tên tiếng Anh: Orient Commercial Joint Stock Bank), còn được gọi Oricombank hay OCB, là một Ngân hàng thương mại cổ phần tại Việt Nam.

## Lịch sử hình thành
Được thành lập ngày 10 tháng 6 năm 1996 tại Thành phố Hồ Chí Minh, Việt Nam. Hiện tại, ngân hàng có 95 Chi nhánh/Phòng Giao Dịch có mặt tại 23 tỉnh, thành phố tại Việt Nam, với đội ngũ cán bộ nhân viên hơn 2.000 người tính đến năm 2012.
OCB niêm yết trên Sở Giao dịch Chứng khoán Thành phố Hồ Chí Minh (HoSE) ngày 28/1/2021

## Thành viên các tổ chức
- Hiệp hội ngân hàng Việt Nam
- Hiệp hội ngân hàng châu Á
- Hiệp hội kinh doanh vàng Việt Nam
- Liên minh Thẻ Smarlink
- Tổ chức thanh toán toàn cầu SWIFT: Society for Worldwide Interbank Financial Telecommunication
- Hệ thống chuyển tiền nhanh trên toàn thế giới Western Union